# Can Plaja
Can Plaja és una casa del segle xix de Palafrugell (Baix Empordà), inclosa en l'Inventari del Patrimoni Arquitectònic de Catalunya. Actualment és un hostal.
L'Hostal Plaja, ubicat al centre de Palafrugell, és un edifici supervivent dels anys daurats de la indústria surera. L'hostal Plaja s'ha adaptat a tot tipus de clientela diversa des de treballadors de la construcció, alumnes de l'Institut de Palafrugell i als seus mestres, a corals de Barcelona, a capellans i a turistes nacionals i internacionals, principalment francesos, alemanys i anglesos.

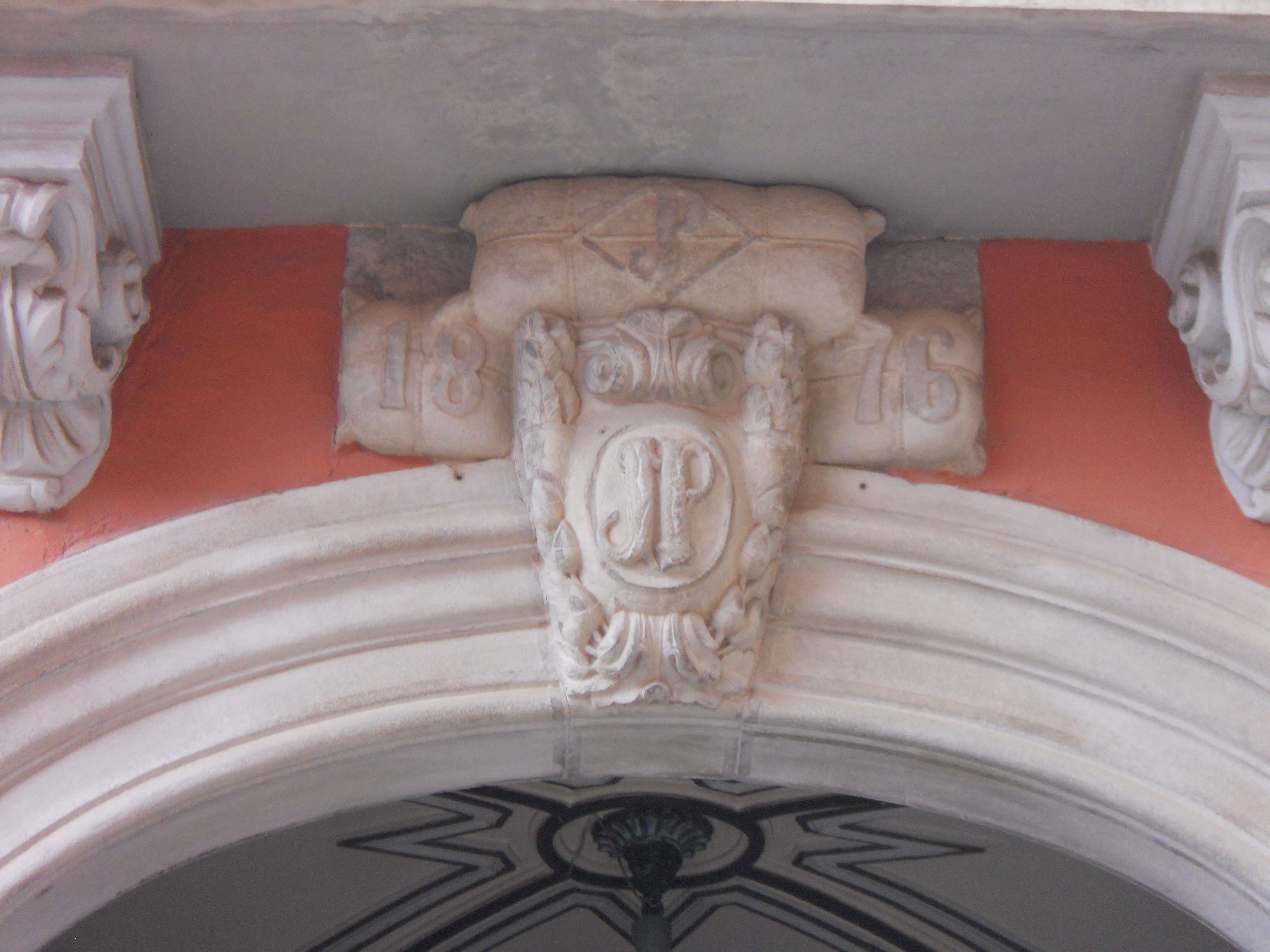
Farcell de suro al·legòrics a la indústria del suro, amb la data que es finalitza la casa1876 i les inicials del seu propietari Joan Plaja.

L'Hostal Plaja ha estat reconegut per la Unió d'Empresaris d'Hostaleria i Turisme de la Costa Brava Centre l'octubre de 2018 pels seus 50 anys d'activitat.

## Descripció

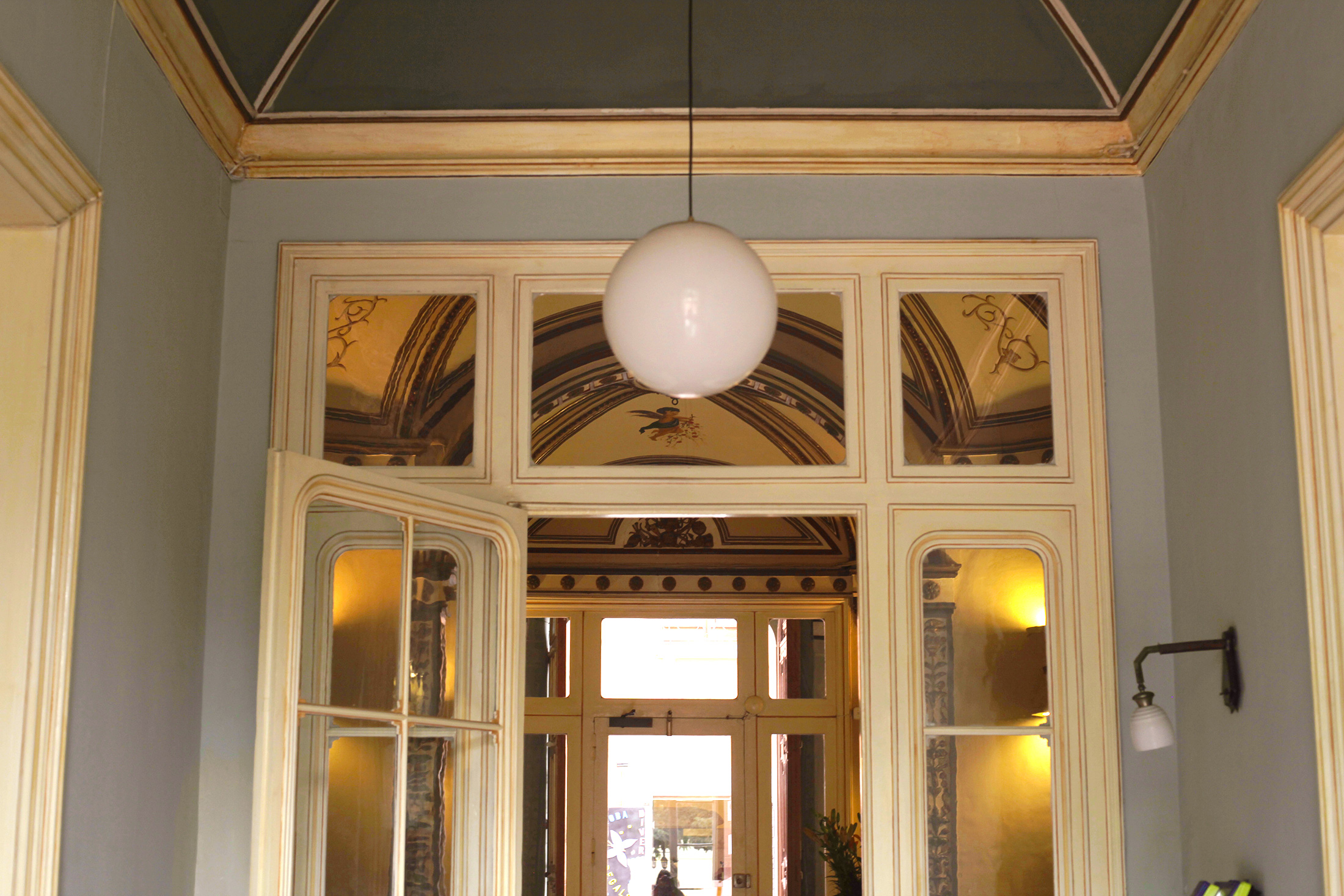
Entrada de Can Plaja

És un edifici entre mitgeres, de planta baixa i dos pisos. La seva façana presenta una composició simètrica. A la planta baixa hi ha, centrada, la porta d'accés d'arc carpanell, que té, a l'esquerra, una gran finestra d'arc escarser i a la dreta una altra d'arc carpanell. A la motllura de la porta d'accés figuren la data del 1876 i les inicials JP. Als pisos superiors hi ha tres obertures a cada un, d'arc carpanell. Són balcons amb barana de ferro, sostinguts per mènsules d'inspiració vegetal. Una cornisa sostinguda per petites mènsules i una barana de terrat amb florons i palmeta centrada coronen el conjunt. A la part posterior hi ha un jardí; la façana que hi dona és de la mateixa tipologia que la principal, encara que més senzilla i modificada al llarg del temps. Es conserven bona part dels interiors originals, principalment a la planta (menjador, vestíbul, escala...) i primer pis (sales habitatge família), que presenten interessants pintures i motllures als sostres, parets i marcs de les portes.

## Història

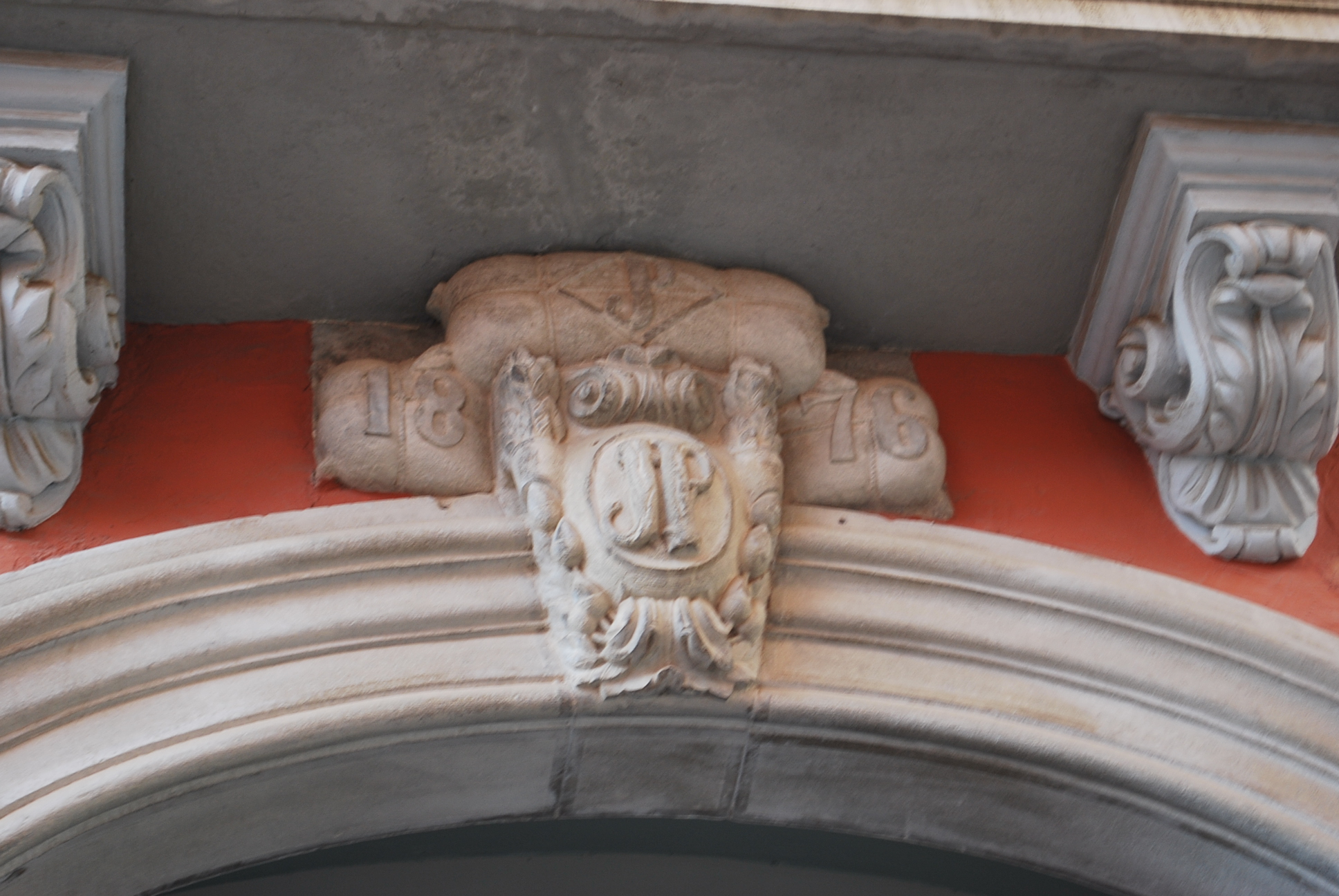
Relleu de la porta

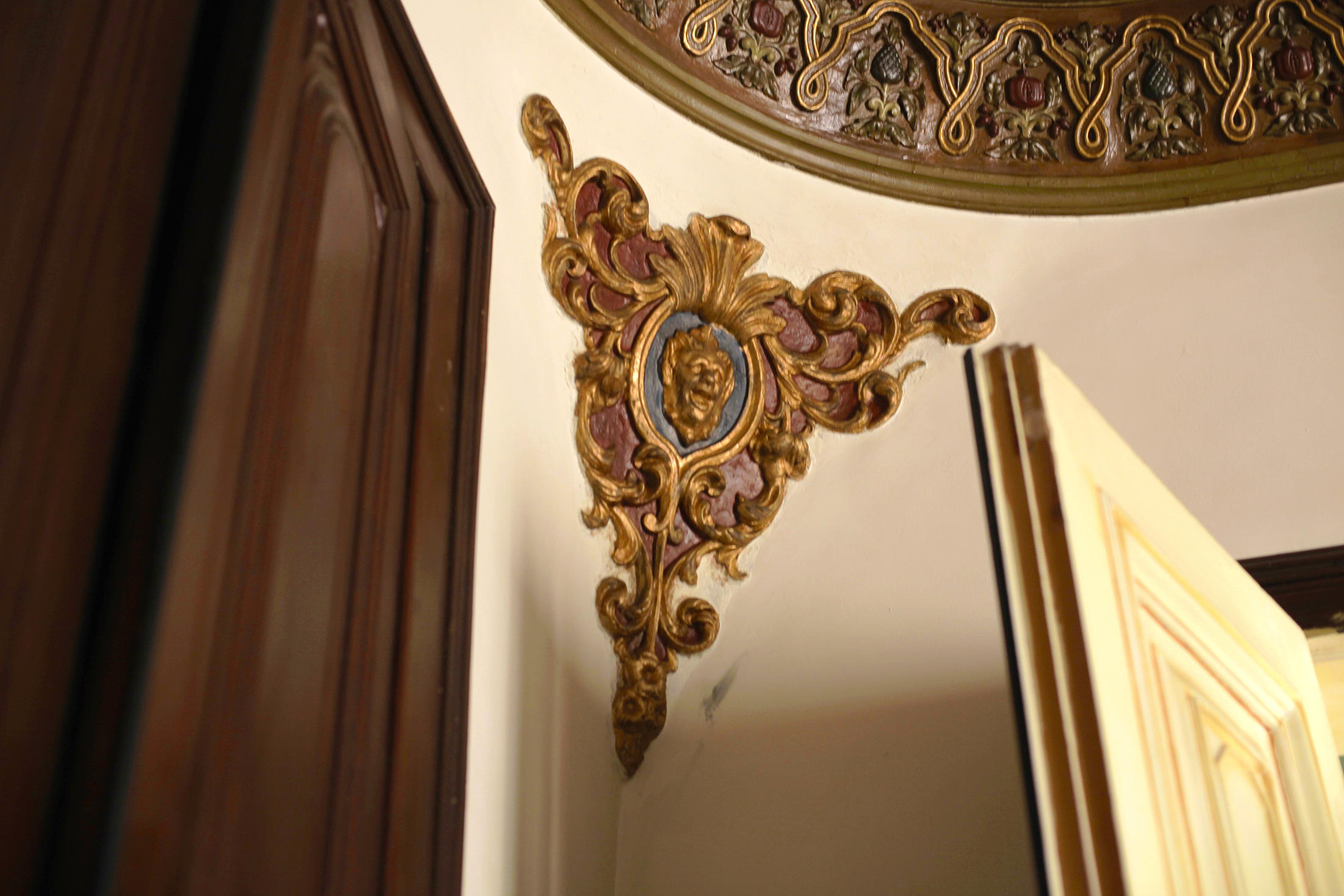
Detall de l'interior

L'edifici de Can Plaja és un dels pocs exemples vuitcentistes de la burgesia industrial suro-tapera conservats a Palafrugell. És molt curiós en aquest sentit el relleu que apareix a la porta on, juntament amb la data del 1876 i les inicials del propietari, J.P., apareixen unes saques lligades que segurament fan referència al transport del suro.
A l'Arxiu Històric de Palafrugell hi ha els plànols de l'edifici, signats pel mestre d'obres Josep Ferrer i Batalla ("Bonic"), que van ser aprovats el 28 d'agost de 1872.
La família Plaja va convertir la residència en un hostal.

## Família Plaja
La família Plaja, originària del mas Plaja "d'Avall" del lloc de Fitor i establerta a Palafrugell des dels primers anys del segle xviii, va ser una important nissaga de terratinents i industrials del suro entre el segle xvii i el principi del xx. En alguns dels documents conservats al fons, rep la denominació de Platja o, menys freqüentment, Plages.
No és possible establir amb certesa l'origen del mas Plaja “d'Avall” ni traçar l'evolució del patrimoni familiar en les èpoques medieval i moderna a partir de la documentació que integra actualment el fons. Això no obstant, les dades disponibles semblen indicar que el mas Plaja “d'Avall” dels segles xvi i xvii (anomenat només Plaja a les etapes més recents) s'ha d'identificar amb la finca que es coneixia amb el nom de mas Godefra a la baixa edat mitjana.
El primer Plaja documentat al fons és Llenç Plaja, pagès de Fitor i, probablement, hereu del mas d'aquest nom, que va testar l'any 1518. El seu germà Joan, que el primer designa marmessor i legatari a les seves últimes voluntats, seria el Joan Plaja major, natural d'aquest mas, que el 1523 va adquirir el mas Godefra del mateix lloc per 40 lliures barceloneses. Amb aquesta adquisició, Joan Plaja va esdevenir també el propietari dels antics masos Roig i Vies i de les seves cases, llavors en ruïnes, que s'havien integrat al mas Godefra feia anys. Sembla que a partir d'aquest moment el darrer mas passaria a denominar-se Plaja “d'Avall” o “de Baix” per a diferenciar-se del mas Plaja original, que des d'aleshores es coneixeria com a Plaja “d'Amunt”. També les respectives famílies haurien adoptat aquests sobrenoms ara, amb la mateixa finalitat.
Entre la segona meitat del segle xvi i mitjan XVII, els Plaja “d'Avall” van prosperar molt notablement gràcies al seu treball com a pagesos. El mas es va engrandir amb la incorporació de terres que alguns veïns amb dificultats econòmiques, com els senyors del mas Vilar o Fitor, es van veure obligats a vendre. D'aquests increments, se'n conserven molt pocs testimonis documentals al fons. Alhora, la família va establir aliances amb altres propietaris rurals de la zona i de l'àrea propera, entre els quals els Torroella de Fitor, els Poc de Palafrugell i els Valmanya del veïnat de Penedes de Llagostera, a través de matrimonis ben concertats. Els dots que alguns dels integrants van rebre o aportar a aquests enllaços fan palès el progrés econòmic i social de la família: les aportacions van augmentar progressivament fins a triplicar-se, en alguns casos, en un període de només cinquanta anys. Per citar només alguns exemples, Joan Plaja major va rebre de Margarida Gafarot, natural de Vall-llobrega, un dot de 41 lliures i 10 sous barcelonesos l'any 1535; Eulàlia, filla dels dos, va aportar 80 lliures al seu matrimoni amb el ferrer Joan Bonet el 1557; mentre que les seves netes Elisabet i Margarida van constituir dots de 120 lliures i l'hereu Jaume Plaja va rebre el mateix import de Caterina Poc, filla del pagès de Palafrugell Antoni Poc, l'any 1587. Fruit de la prosperitat creixent de la casa, l'increment es va mantenir durant les primeres dècades del segle xvii, quan les aportacions van assolir les 200 lliures constituïdes per Caterina i Elisabet, filles dels cònjuges Plaja-Poc, i rebudes per l'hereu Joan Plaja l'any 1610, amb motiu del seu casament amb Marianna Valmanya, procedent del mas Valmanya de Penedes.
A manca de la documentació posterior a la primera meitat d'aquest segle, les úniques informacions disponibles sobre el patrimoni i la família per a les etapes més modernes són les notícies publicades per alguns estudiosos. Segons Joan Botey i Serra, l'actual propietari del mas, l'hereu Jeroni Plaja va ser batlle de Fitor el 1695. Aquest mateix any, el seu fill i hereu, Pere Plaja, va morir assassinat per un escamot francès mentre pasturava el seu ramat. Després d'aquest fet, i ja entrat el segle xviii, els hereus van abandonar el lloc i l'ofici de pagès i es van establir a Palafrugell, mentre un fadristern restava a càrrec del mas. Els Plaja es van dedicar en aquesta vila a la fabricació de taps de suro, emprant la matèria primera que els proporcionaven les extenses suredes que posseïen a Fitor. Només tornaven al mas pairal a l'estiu, en el temps de la pelada, i s'allotjaven en una ampliació de la casa que havien construït a l'est de l'edifici. Gràcies als beneficis obtinguts amb el negoci dels taps, els Plaja van esdevenir al segle xix uns importants industrials i uns dels grans propietaris rurals de la comarca. Entre els anys 1854 i 1875, l'hereu Antoni Plaja i Cornell va ser alcalde de Palafrugell en diverses ocasions.
El seu fill Joan Plaja i Montserrat va adquirir el 1876 una casa situada al carrer de Sant Sebastià de la vila, que va reformar i convertir en una gran residència senyorial. Anys més tard, a la dècada dels cinquanta del segle xx, el seu net Joaquim Plaja i la seva esposa, Empar Asensi, van fundar en aquest edifici la Pensió Plaja. L'establiment, que avui es coneix amb el nom d'Hostal Plaja, continua en funcionament i és regentat encara pels descendents de la família. El mas Plaja de Fitor va ser requisat durant la Guerra Civil de 1936-1939. Poc després del conflicte, l'any 1947 Francesc Xavier Plaja, l'últim hereu, el va vendre a l'industrial tèxtil Josep Botey i Riera, que hi va construir una rajoleria i va rehabilitar la casa. La família Botey és encara avui la propietària del mas.
Fins al seu ingrés a l'Arxiu Municipal de Palafrugell, el fons va ser conservat pels descendents de la família a la casa del carrer de Sant Sebastià de Palafrugell.